# Гайнц Фурбах
Гайнц Фурбах (нім. Heinz Furbach; 27 вересня 1895, Карлсгоф — 23 жовтня 1968, Мюнхен) — німецький воєначальник, генерал-майор вермахту. Кавалер Лицарського хреста Залізного хреста.

## Біографія
10 серпня 1914 року вступив в армію. Учасник Першої світової війни. Після демобілізації армії залишений в рейхсвері. З 15 жовтня 1935 по 26 жовтня 1939 року — інструктор з тактики, вторгнення та військової історії Військового училища в Мюнхені. З 10 січня по 24 травня 1940 року — командир 7-го кулеметного батальйону. З 10 липня 1940 року — керівник кадрового відділу інспекції спорядження ОКГ. З 20 травня 1941 року — спеціаліст військової інспекції освіти і підготовки. З 1 травня 1942 року — командир 58-го піхотного полку. 15 березня 1943 року відправлений в резерв через хворобу. З 1 січня по 25 квітня 1944 року — командир 331-ї піхотної дивізії, після чого знову був відправлений в резерв через хворобу. З 25 лютого 1945 року — асесор Імперського військового суду. 30 квітня 1945 року взятий в полон американськими військами. 13 травня 1947 року звільнений.

## Нагороди
- Залізний хрест
  - 2-го класу (10 листопада 1914)
  - 1-го класу (26 вересня 1916)
- Королівський орден дому Гогенцоллернів, лицарський хрест з мечами (26 квітня 1918)
- Нагрудний знак «За поранення» в сріблі (5 травня 1918)
- Почесний хрест ветерана війни з мечами (30 грудня 1934)
- Медаль «За вислугу років у Вермахті»
  - 4-го, 3-го і 2-го класу (18 років; 2 жовтня 1936) — отримав 3 нагороди одночасно.
  - 1-го класу (25 років)
- Застібка до Залізного хреста
  - 2-го класу (20 травня 1940)
  - 1-го класу (27 травня 1940)
- Лицарський хрест Залізного хреста (4 жовтня 1942)